# 魏岭乡
魏岭乡，是中华人民共和国甘肃省兰州市七里河区下辖的一个乡镇级行政单位。

## 行政区划
魏岭乡下辖以下地区：
小山口村、柳树湾村、龙池村、白家岘村、海家岭村、晏家洼村、沈家岭村、绿化村和煤山村。